# Partenio I di Costantinopoli
Partenio I (in greco Παρθένιος Α΄?; ... – 8 settembre 1646) è stato un arcivescovo ortodosso greco, patriarca ecumenico di Costantinopoli dal 1639 al 1644.

## Biografia
Partenio fu metropolita di Adrianopoli dal 1623 al 1639.
Il suo patriarcato si tenne in un periodo di molte sostituzioni dei detentori dell'ufficio per via delle interferenze del sultano ottomano. Partenio fu patriarca per una sola volta.

### Controversia con Niceforo
In una controversia con il patriarca Niceforo di Alessandria, Partenio si schierò dalla parte degli ordinari della Chiesa del Sinai, una chiesa ortodossa semi autonoma, concedendo loro il permesso di svolgere servizi religiosi al Cairo durante un'assenza di Niceforo in visita in Moldavia. Dopo che Niceforo tornò ad Alessandria, tramite le sue proteste, fece revocare a Partenio il permesso. Tuttavia, le tensioni su questo tema continuarono tra le due chiese ortodosse. 

### Sinodi
Nell'anno 1641 Partenio convocò un sinodo a Costantinopoli, al quale parteciparono otto prelati e quattro dignitari della chiesa. Si dice che durante questo sinodo il termine transustanziazione venne autorizzato. 
L'anno successivo Partenio organizzò il più importante Concilio di Iași. Lo scopo di questa assemblea fu quello di contrastare alcuni errori dottrinali della Chiesa cattolica e delle confessioni protestanti che si erano infiltrati nella teologia ortodossa e di offrire una dichiarazione ortodossa completa sulla verità della fede.